# Erce Kardeşler
Erce Kardeşler (Çanakkale, 14 marzo 1994) è un calciatore turco, portiere dell'Hatayspor.

## Carriera
Cresciuto nel settore giovanile del Bursaspor, ha debuttato fra i professionisti il 28 aprile 2013 disputando con lo Yeşil Bursa l'incontro di TFF 2. Lig pareggiato 0-0 contro il Çorum.
Nella stagione 2019-2020 ha disputato 3 incontri della fase a gironi di UEFA Europa League con la maglia del Trabzonspor.

## Palmarès

### Club

#### Competizioni nazionali
- TFF 2. Lig: 1

Altınordu: 2013-2014 (gruppo rosso)
- Coppa di Turchia: 1

Trabzonspor: 2019-2020
- Supercoppa di Turchia: 2

Trazbonspor: 2020, 2022